# Walker Hancock

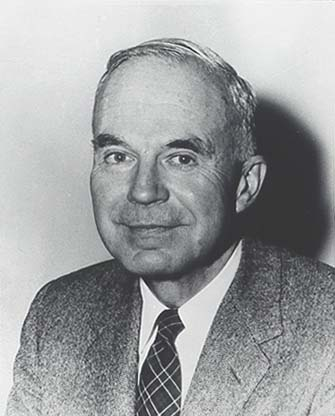
Walker Hancock, ca. 1960

Walker Kirkland Hancock (* 28. Juni 1901 in St. Louis, Missouri; † 30. Dezember 1998 in Gloucester, Massachusetts) war ein US-amerikanischer Bildhauer.
Er war bekannt für seine monumentalen Skulpturen, darunter das Stone Mountain bei Atlanta. 1939 wurde Hancock in New York zum Mitglied (NA) der National Academy of Design gewählt.
Am Ende des Zweiten Weltkrieges war er für die Monuments, Fine Arts, and Archives Section in Europa tätig. Die Tätigkeit dieser Einheit wird in dem im Jahr 2014 gedrehten Film Monuments Men – Ungewöhnliche Helden dargestellt. John Goodman spielte die an Hancock angelegte Rolle des Sergeant Walter Garfield.
Im Mai 1945 richtete Walker Hancock in Marburg den ersten sogenannten Central Collecting Point ein, in dem unter anderem die ursprünglich in einem Siegener Erzbergwerk gelagerten Kunstschätze untergebracht wurden. Als Basis verwendete er das moderne Gebäude des Staatsarchivs. Dort wurden in den folgenden Monaten die Bestände des CCPs durch das ebenfalls in Marburg beheimatete Bildarchiv Foto Marburg dokumentiert.
1989 erhielt Hancock die National Medal of Arts, 1990 die Presidential Medal of Freedom. Seit 1941 war er Mitglied der American Academy of Arts and Letters.